# Симица Драгић
Симица Драгић (Свиница, код Костајнице, 28. март 1910 — гора Шамарица, јун 1943), учесник Народноослободилачке борбе и народни херој Југославије.

## Биографија
Рођен је 28. марта 1910. године у селу Свиница код Костајнице, у сељачкој породици.
Пре Другог светског рата радио је као столарски радник.
Члан Комунистичке партије Југославије постао је 1938. године.
Учесник Народноослободилачке борбе је од 1941. године. За време рата је, међу осталим, био председник котарског НОО-а за Петрињу и Костајницу, од маја 1942. секретар Котарског комитета КПХ Костајница и члан Бироа Окружног комитета КПХ.
Јуна 1943. године, након краћег лечења преминуо је од туберкулозе костију у партизанској болници на Шамарици.
Указом председника Федеративне Народне Републике Југославије Јосипа Броза Тита, 27. новембра 1953. године, проглашен је за народног хероја.